# Synagoga Emtsai w Jerozolimie
Synagoga Emtsai w Jerozolimie, zwana także Średnią lub Kahal Cijon (hebr. בית הכנסת אמצעי) – synagoga znajdująca się w Dzielnicy Żydowskiej Starego Miasta w Jerozolimie, wchodząca w skład tzw. czterech sefardyjskich synagog.
Synagoga była pierwotnie prawdopodobnie dziedzińcem wykorzystywanym jako część dla kobiet w synagodze Jochanan Ben Zakai, następnie była dziedzińcem pomiędzy synagogami Jochanan ben Zakai, Eliahu Ha'navi oraz Stambulską. W XVIII wieku nad dziedzińcem położono dach i przekształcono w osobną synagogę, od zachodniej strony wybudowano dodatkową ścianę, pozostawiając mniejszy dziedziniec, który podczas święta Sukkot wykorzystywany był jako sukka. Później dach położono również nad mniejszym dziedzińcem, przekształcając go w muzeum. 
Synagoga wykorzystywana była także przez Żydów aszkenazyjskich – przybyłych z Europy mitnagdów, zwolenników Gaona Wileńskiego.